# Das Liebesglück der Blinden
Das Liebesglück der Blinden è un cortometraggio muto del 1911 diretto da Heinrich Bolten-Baeckers e da Curt A. Stark qui al suo debutto come regista cinematografico. Il film fu anche l'esordio come sceneggiatrice di Rosa Porten, sorella maggiore della protagonista, l'attrice Henny Porten.

## Trama
Un medico oculista che ha in cura una ragazza cieca si innamora di lei. Dopo che la giovane è stata operata agli occhi, ci sono valide speranze che possa recuperare la vista. Ma, nel contempo, il medico teme che la donna, al vederlo per la prima volta, possa rifiutarlo. La sua apprensione è talmente grande che arriva a pensare addirittura al suicidio. Ma quando la ragazza finalmente posa gli occhi su di lui, la sua reazione è completamente diversa da quella che il medico aveva previsto. E l'amore vince andando oltre l'apparenza.

## Produzione
Il film fu prodotto dalla Messters Projektion GmbH.

## Distribuzione
Il cortometraggio uscì nelle sale cinematografiche tedesche il 28 gennaio 1911.